# Powiat Snina
Powiat Snina (słow. okres Snina) – słowacka jednostka podziału administracyjnego znajdująca się na obszarze historycznego regionu Zemplín w kraju preszowskim. Powiat Snina zamieszkiwany jest przez 38 083  obywateli (w roku 2011), zajmuje obszar 805 km². Średnia gęstość zaludnienia wynosi 47,32 osób na km².